# Колк (Загорє-об-Саві)
Колк (словен. Kolk) — поселення в общині Загорє-об-Саві, Засавський регіон, Словенія. Висота над рівнем моря: 548,6 м.